# Machimus punjabensis
Machimus punjabensis är en tvåvingeart som först beskrevs av Stanley Willard Bromley 1935.  Machimus punjabensis ingår i släktet Machimus och familjen rovflugor. Inga underarter finns listade i Catalogue of Life.